# Estación San Lorenzo (LEVRN)

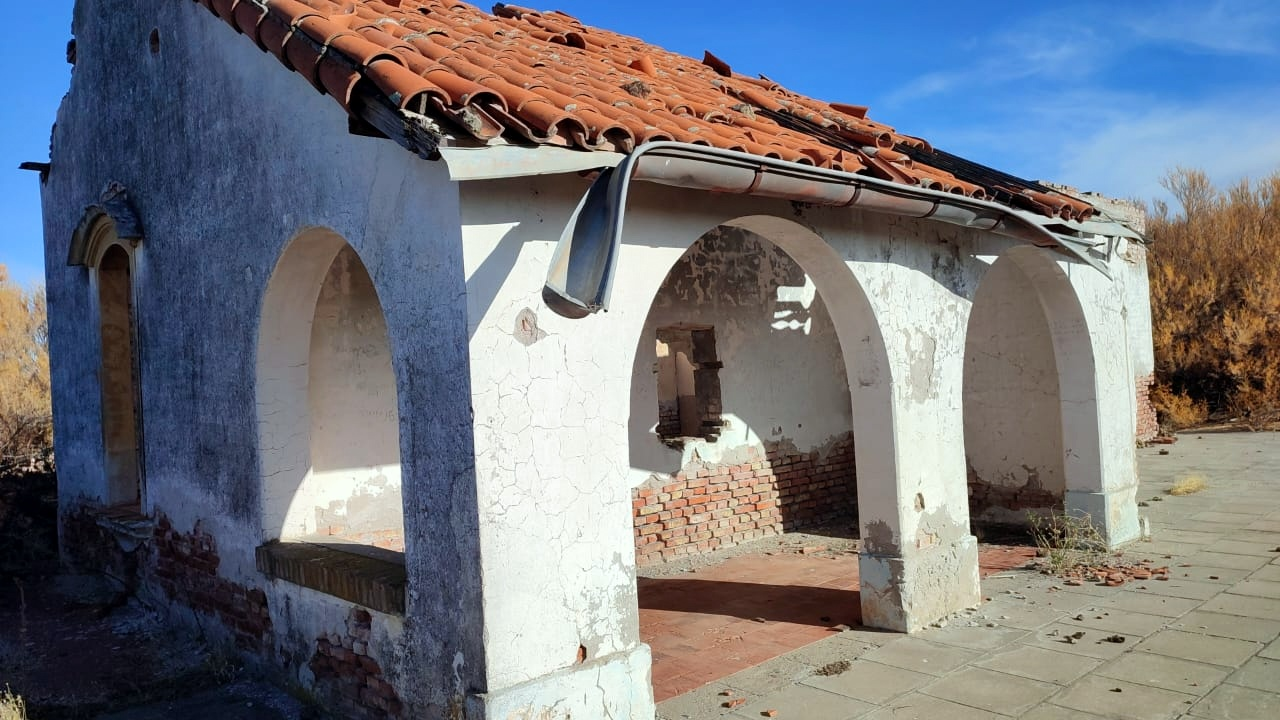
Vista desde el andén a los restos de la estación San Lorenzo que operaba el empalme.

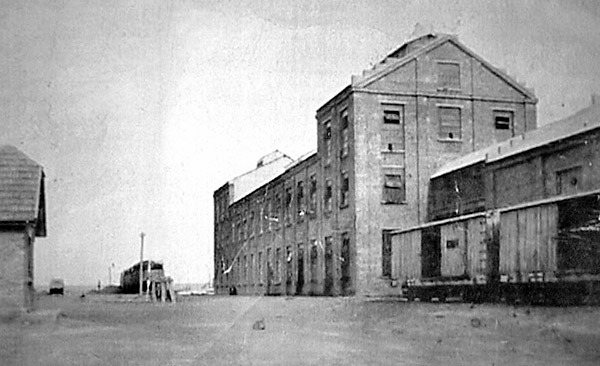
El apeadero del ingenio recibiendo una formación de cargas. El ferrocarril, a partir del empalme vecino a esta estación, podía derivar operaciones cargueras a través de un ramal que auxiliaba al ingenio para abastecerlo o despachar su producción.

San Lorenzo es una ex estación ferroviaria abandonada y en ruinas, en la localidad de San Lorenzo; muy cercana a General Conesa. Se halla en el Departamento Conesa, Provincia de Río Negro, Argentina y fue parte del ramal de trocha angosta Línea Económica al Valle del Río Negro.

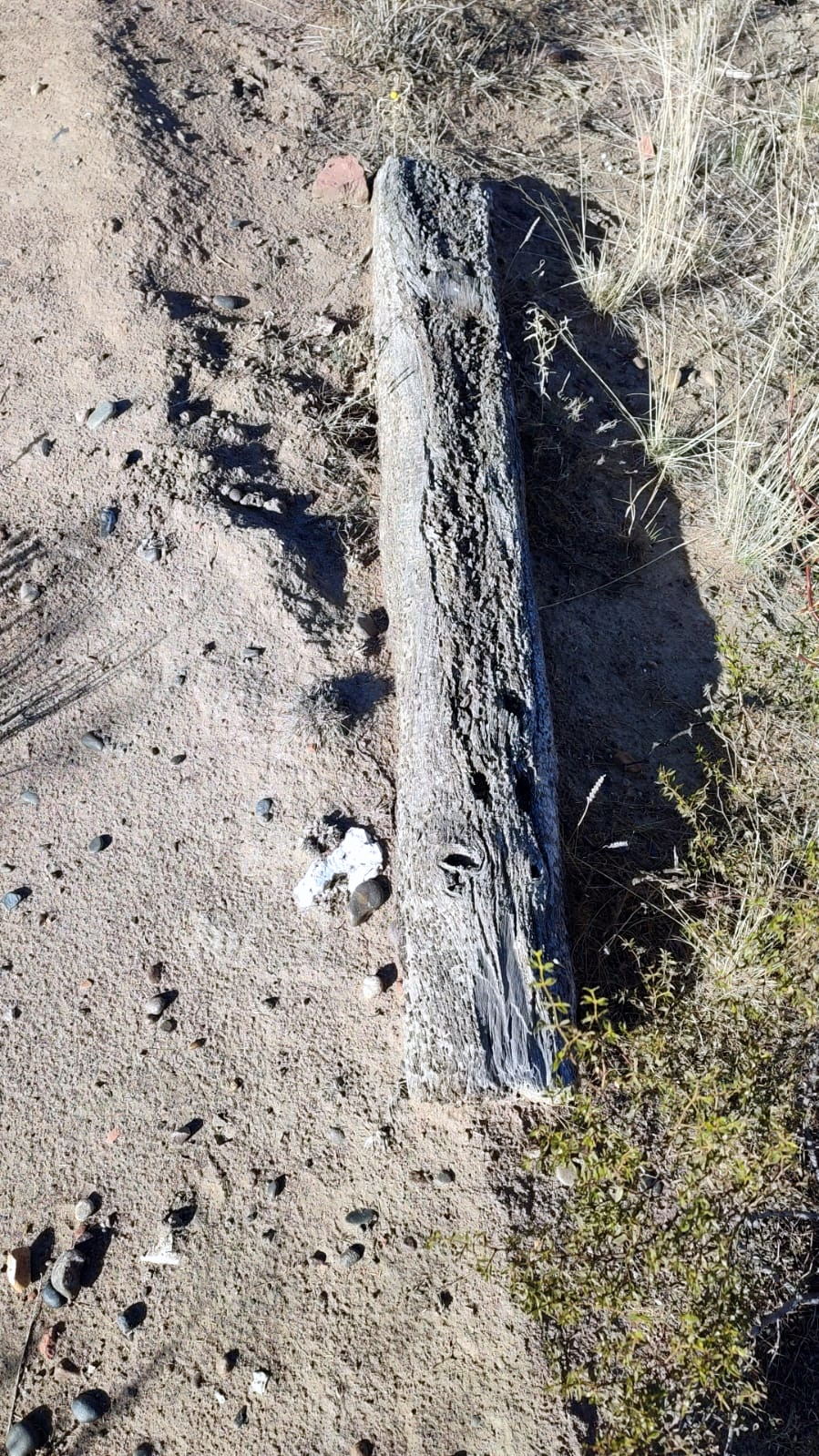
Restos ferroviarios en inmediaciones de San Lorenzo.

San Lorenzo es un patrimonio histórico para las poblaciones cercanas, ya que es una de las pocas estaciones de material que se conserva del ramal remolachero. Particularmente, el edificio en ruinas de la estación San Lorenzo posee un particular estilo colonial fruto de los trabajos de iniciativa privada llevados a cabo por la Compañía Industrial Agrícola  San Lorenzo Limitada, en la construcción del ramal. En tanto, existieron otras dos estaciones gemelas: General Conesa y Coronel Francisco Sosa que fueron destruidas por completo para facilitar la traza de la ruta Nacional  250. La otra estación que sobrevive es la de El Porvenir que tiene otro estilo colonial completamente diferente al trío gemelo y poseía menor categoría.  

## Toponimia
El nombre de este punto homenajea al pueblo correntino de San Lorenzo, lugar donde acaeció el combate de San Lorenzo. En sus inicios intentó ser nombrada Km 75, pero con los años encontró su nombre definitivo.

## Datos Geográficos
Se encuentra a 74.9 km de la localidad de General Lorenzo Vintter y ubicada justo en frente a San Lorenzo. La estación se configuró como el punto más bajo del ramal . Actualmente, en la zona permanecen estancias y se puede ubicar a menos de un kilómetro al sur de la ruta Nacional 250.

## Historia
El ramal entró en funcionamiento en 1933, quizás la estación ya estaba en funcionamiento para ese año. El itinerario 1934 la incluyó entre los puntos operativos del ramal para ese año. Para 1935 fue formalmente abierta. Era de las más importantes estaciones para el ramal en pasajeros, pero también un punto de carga de materias primas para abastecer las colonias productivas y para cargar su producción agrícola con destino al ingenio. El intenso trabajo de carga de la estación se detuvo con el cierre del Ingenio San Lorenzo en 1941. Desde entonces, funcionó erráticamente como una parada para bajar y subir pasajeros y cargas condicionales hasta 1961 cuando todo el ferrocarril fue clausurado en el marco del plan Larkin impulsado por el radical Arturo Frondizi. Años más tarde, todo el ramal sería levantado desde 1968.

## Infraestructura
Este punto fue clasificado, según un informe de 1958 y datos del itinerario del FCE de 1945, como estación capaz de brindar todos los servicios de este ferrocarril: pasajeros, encomiendas, hacienda y cargas. Esto convirtió a San Lorenzo en una de las estaciones más equipadas de la línea junto a Vintter y Sosa. Sin embargo, los servicios de hacienda fueron suprimidos para 1958 por la caída de la actividad productiva ya aludida.
La estación era la más estratégica del ramal dado que a cien metros de ella salía el empalme al ingenio San Lorenzo, eje productivo del ferrocarril de trocha angosta. Es por este motivo que San Lorenzo tenía el mayor equipamiento tras Vintter. Para desarrollar sus tareas se valía de: 
- Apartaderos de 1.057 metros de largo.
- Desvíos de 3.328 metros al Ingenio remolachero.
- Tanque de agua con capacidad 101m³.
- Tanque petrolero de capacidad 25m³.
- Triángulo.
- Báscula para vagones de 30 toneladas.
- Corral 1.297m².

## Funcionamiento
El análisis de documentos como los itinerarios, informes y guías de horarios lo largo del tiempo muestra como fue variando la situación de este punto periodo de tiempo:
El primer itinerario que abordó la línea fue confeccionado el 10 de diciembre de 1934. El mismo, incluye al ramal en las líneas del Estado; sección líneas Patagónicas. En este documento se demuestra que antes de la inauguración de 1935, el ferrocarril ya estaba casi construido y en funcionamiento. De este modo, todos los puntos menos El Porvenir estaban creados y figuraban en el itinerario. Sin embargo, el viaje solo se realizaba para cargas condicionales para el tramo Ingenio/San Lorenzo - Vintter; y desde San Lorenzo en adelante se informaba la leyenda "en construcción" para estaciones Conesa y Sosa. Las cargas corrían en forma ascendente todos los días menos los domingos desde Vintter a las 8:00 para arribar a San Lorenzo a las 13:00. En tanto, trenes descendentes corrían diariamente, menos los lunes, desde San Lorenzo a las 8 con arribo a Vintter a las 13:15. En cuanto a detalles del empalme, fue nombrado por su nombre completo y no se informó detalles como en que horarios era operado para derivar las cargas hacia el ingenio; punto eje de todas las cargas en ese año y de toda la actividad. Por último, la estación fue aludida como Km 74.9; aun no conociendo su nombre definitivo.
El segundo documento que abordó el ramal fue la guía de horarios de Ferrocarriles del Estado de 1936. En la misma se centró en los servicios de pasajeros. En ella se detalló que el ramal operaba sus servicios con trenes mixtos desde estación Plaza Constitución los jueves desde las 20:15, pasando por estación Carmen de Patagones a las 12:20 y a las 16:17 arribaba a estación General Lorenzo Vintter. Luego, partía de la misma a las 16:50, visitar San Lorenzo a las 19:51y terminar el viernes a las 21:20 en Sosa. En tanto, los domingos salía de estación Plaza Constitución a las 20:25, pasando el lunes por estación Carmen de Patagones a las 16:25 y a las 20:17 arribaba a estación General Lorenzo Vintter. Luego, San Lorenzo era visitada a las 23:51; tras lo cual la formación partía para terminar el martes a las 1:20 en Sosa. Por otro lado, el regreso se producía el jueves a las 3 a. m. desde Sosa, previo paso por San Lorenzo a las 4:44 y arribo a Vintter a las 7:15 y volver a salir de la misma a las 7:56. Una vez empalmada la trocha ancha se alcanzaba estación Carmen de Patagones a las 10:40 y se concluía en Constitución el viernes a las 10:50 del viernes. En cambio, el domingo la vuelta variaba partiendo a las 8:10 a. m. desde Sosa, llegando a San Lorenzo a las 10:04 y finalizando en Vintter a las 12:35. Posteriormente, el viaje continuaba tras un trasbordo volvía a salir de la misma a las 14:03. Una vez empalmada la trocha ancha se alcanzaba estación Carmen de Patagones a las 17:00 y se concluía en Constitución el viernes a las 11:00 del lunes. Las formaciones de trenes mixtos unían, en el viaje más veloz, la distancia con Conesa en 44 minutos. Sin embargo, el mismo trayecto podía tardar 1 hora también. Por otro lado, no se informaron tiempos de distancia con el desvío Km 57 por ser parada optativa de los servicios de pasajeros. En tanto, la extensa referencia a los servicios de pasajeros llevó a que el vecino empalme al ingenio no fuera tenido en cuenta en esta guía. Por último, la estación fue aludida como Km 75 y entre paréntesis se colocó el nombre San Lorenzo, siendo su uso inicial como secundario. Esta situación se mantuvo hasta el itinerario de 1952.
El tercer documento que abordó el ramal fue la guía de horarios de Ferrocarriles del Estado de 1938. En la misma no se detalló grandes diferencias respecto a la guía anterior. No obstante, hubo una mejoría en los tiempos y ramal continuó operaba sus servicios con trenes mixtos desde estación Plaza Constitución.
El itinerario de Ferrocarriles del Estado del 15 de diciembre de 1940 fue el último registro antes del cierre del ingenio y la caída de actividad. En el mismo no se hizo mención a Plaza Constitución como destino y se redujo los tiempos de trenes mixtos. El primer viaje partía los sábados desde Vintter a las 16:00, visitando San Lorenzo a las 18:31 y finalizando a las 20:30 en Sosa. En tanto, el segundo partía el martes a las 20:50, pasando por San Lorenzo a las 23:21 y teniendo arribo el día miércoles a las 1:20 a Sosa. Por otro lado, el regreso se producía el viernes a las 4:40 a. m. desde Sosa, pasando a las 6:10 por San Lorenzo y arribando a Vintter a las 9:10. Mientras que el lunes el regreso paría a las 10 a. m. desde Sosa, paso a las 11:30 por San Lorenzo y finalización en Vintter a las 14:30. Las formaciones de trenes mixtos tuvieron una mejoría en los tiempos de viaje. Las mismas unían la distancia con Conesa en 30 minutos en todos sus viajes. En tanto, la distancia con el vecino Km 57 se unía en 30 minutos y 35 en el más lento. Por último, la estación San Lorenzo fue confirmada como el único punto de la Línea Económica al Valle del Río Negro para abastecer en los viajes de cargas y pasajeros a las locomotoras. Estas maniobras de reabastecimiento de agua hicieron que San Lorenzo tuviera media hora a las formaciones en su andén, siendo el mayor tiempo de permanencia que se registró en todo el ferrocarril. Además, no se informó ningún edificio destinado al manejo de este punto.
El itinerario de 1945 se dedicó a efectuar solo un conteo de los materiales de las líneas del estado. Dentro de la Línea Económica al Valle del Río Negro no se volvió a detallar el ramal al Ingenio y el apeadero Km 77. En su lugar, los 3328 metros de largo de ese ramal fueron incluidos como vías auxiliares de esta estación. La degradación del ramal a un mero desvío respondió a la cesación de actividades del ingenio que fue vendido en noviembre de 1941.
El itinerario del 3 de enero de 1946 abordó las líneas del Estado y se concentró en las Líneas Patagónicas. Puntualmente, el ferrocarril mostraba el descenso de la actividad producto del cierre del ingenio. Esto se demuestra en que las frecuencias se habían reducido a solo un día  para trenes mixtos de pasajeros y su servicio de cargas pasó a ser condicional en un solo día a la semana. En cuanto al servicio de pasajeros, era operado por trenes mixtos en forma ascendente los sábados desde Vintter a las 16:15, pasando por San Lorenzo a las 18:48 y arribando a Sosa desde las 20:45. El descenso iniciaba el lunes desde Sosa a las 9:15, visitando San Lorenzo a las 10:45 y terminando en Vintter a las 13:45 con una notable reducción de los tiempos. Por otro lado, se describió por primera vez al viaje de cargas pasaron a ser condicionales y partían desde Vintter los martes a las 12:00, con parada a las 15:10 en San Lorenzo y para arribo a Sosa a las 18:05. Mientras que el regreso se ejecutaba el miércoles desde Sosa a las 9:00, visita a las 10:55 a San Lorenzo y culminación en Vintter a las 15:25. Asimismo, esta tardanza se vio agravada en el viaje de carga, siendo la espera en una hora. La mayor tardanza de las formaciones en el andén de San Lorenzo pudo ser porque se operaban cargas al ramal al ingenio San Lorenzo a través del empalme que estaba a 100 metros de estación San Lorenzo. El tren tardaba en unir en el viaje de pasajeros la distancia con Conesa en 30 minutos, mientras que se necesitaba 5 minutos más para las cargas. En tanto para unirse como Kilómetro 57, viaje en subida, se precisaban 36 minutos en trenes de pasajeros y 40 minutos para trenes cargueros. Por último, el itinerario informó que solo las estaciones General Lorenzo Vintter y General Conesa tenían personal para manejar a los demás puntos, cayendo San Lorenzo en responsabilidad de Conesa.
El itinerario del 13 de diciembre de 1948 repitió las mismas condiciones que en itinerario anterior de 1946 y fue el último documento que describió el ramal interno al Ingenio San Lorenzo; aunque se repitió los mismos datos del itinerario de 1940.
El itinerario del 26 de mayo de 1952 abordó las líneas del Ferrocarril Roca que incluyó al ramal. El documento continuó informando que el ferrocarril seguía con una sola frecuencias para trenes mixtos de pasajeros y su servicio de cargas aun era condicional en un solo día a la semana y se realizó la supresión del ramal al ingenio que partía desde esta estación; no figurando el empalme al Ingenio San Lorenzo y el apeadero del ingenio al caer en desuso. Los tiempos y condiciones de la línea continuaron sin modificaciones, con un leve empeoramiento del viaje de cargas en 5 minutos.
El último itinerario fue el de 1960 y constituye el último registro de la línea. En el documento se ve a la línea completamente integrada en el mapa de Ferrocarril Roca y no se volvió a informar del empalme y el ramal al ingenio. Esto confirmó la clausura notificada en el informe de 1958. El itinerario suprimió el viaje de cargas y dejó un solo viaje en trenes mixtos. De este modo, el único viaje en trenes mixtos partía desde Vintter a las 17:30, parada en San Lorenzo a las 20 y arribo a Sosa a las 21:50. En tanto, el regreso desde Sosa se efectuaba los jueves desde las 7:10, arribo a San Lorenzo a las 8:30 y culminación en Vintter a las 11:40. Las distancias tu vieron una leve mejoría pasando el viaje más rápido a Conesa a ser de 20 minutos y en 35 se pudo unir la distancia con Km 57. Por último, este itinerario confirmó la imposición definitiva del nombre San Lorenzo en preferencia de Km 75; en contraste con la guía de 1936 donde figuró por primera vez como opcional y secundario.

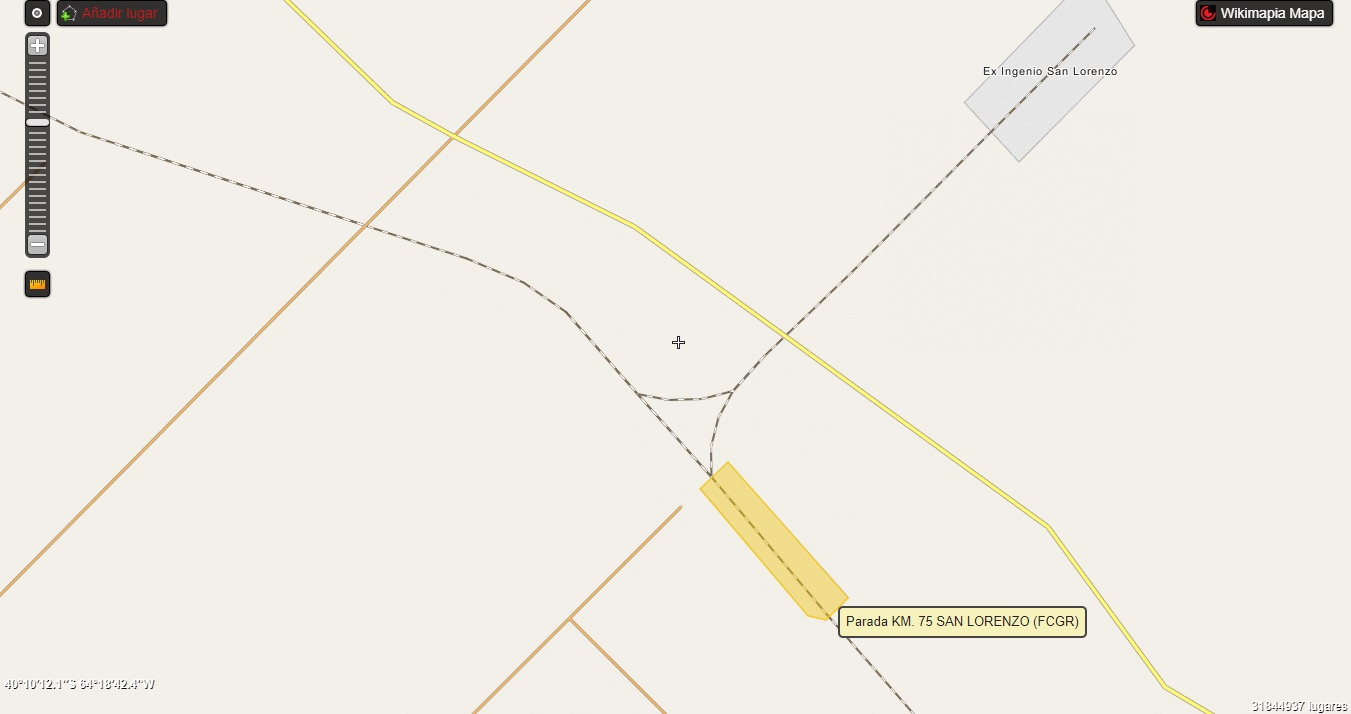
Imagen satelital de donde estuvo el ramal con sus tres puntos de interés: la estación San Lorenzo, el empalme en forma de triángulo y el ingenio azucarero como destino final.